# Мала Штабка
Мала Шта́бка (рос. Малая Штабка) — селище у складі Павловського району Алтайського краю, Росія. Входить до складу Новозоринської сільської ради.
Стара назва — Штабка.

## Населення
Населення — 46 осіб (2010; 40 у 2002).
Національний склад (станом на 2002 рік):
- росіяни — 97 %